# Emāmzādeh Varcheh
Emāmzādeh Varcheh (persiska: امامزاده ورچه) är en ort i Iran.   Den ligger i provinsen Markazi, i den centrala delen av landet, 250 km sydväst om huvudstaden Teheran. Emāmzādeh Varcheh ligger 2 038 meter över havet och antalet invånare är 342.
Terrängen runt Emāmzādeh Varcheh är kuperad åt sydväst, men åt nordost är den platt. Terrängen runt Emāmzādeh Varcheh sluttar österut.Runt Emāmzādeh Varcheh är det ganska tätbefolkat, med 67 invånare per kvadratkilometer. Närmaste större samhälle är Qūrchī Bāshī, 18,2 km söder om Emāmzādeh Varcheh. Trakten runt Emāmzādeh Varcheh består i huvudsak av gräsmarker.